# Triatlon na OI 2016.
Triatlon na OI 2016. u Rio de Janeiru održao se od 18. do 20. kolovoza u Forte de Copacabani. Natjecalo se 55 sportaša u muškoj i ženskoj kategoriji.

## Osvajači medalja
| Discipline | Zlato                                    | Rezultat | Srebro                                   | Rezultat | Bronca                               | Rezultat |
|            |                                          |          |                                          |          |                                      |          |
| Muškarci   | Alistair Brownlee Ujedinjeno Kraljevstvo | 1:45:01  | Jonathan Brownlee Ujedinjeno Kraljevstvo | 1:45:07  | Henri Schoeman JAR                   | 1:45:43  |
| Žene       | Gwen Jorgensen SAD                       | 1:56:16  | Nicola Spirig Hug Švicarska              | 1:56:56  | Vicky Holland Ujedinjeno Kraljevstvo | 1:57:01  |

## Vanjske poveznice
- Triatlon na OI 2016.[neaktivna poveznica]